# Superiore generale della Società delle missioni africane
Il superiore generale è il moderatore supremo della Società delle missioni africane.
- Melchior de Marion-Brésillac (1858 – 1859)
- Augustin Planque (1859 – 1907)
- Paul Pellet (1907 – 1914)
- Augustin Duret (1914 – 1919)
- Jean-Marie Chabert (1919 – 1933)
- Maurice Slaterry (1937 – 1947)
- Stephen Harrington (1947 – 1958)
- Henri Mondé (1958 – 1973)
- Joseph Hardy (1973 – 1983)
- Patrick Joseph Harrington (1983 – 1995)
- Daniel Cardot (1995 – 2001)
- Kieran O'Reilly (2001 – 2010)
- Jean-Marie Guillaume (2010–2013)
- Fachtna O'Driscoll  (2013–2019)
- Antonio Porcellato (dal 2019)